# Katrine Greis-Rosenthal
Pour les articles homonymes, voir Greis et Rosenthal.
Katrine Greis-Rosenthal, née Katrine Murholt Rosenthal le 19 septembre 1985 à Gentofte (Danemark), est une actrice danoise.
 Elle est connue pour son rôle de la fille du riche juif Jakobe Salomon dans le film Un homme chanceux (Lykke-Per, 2018).

## Biographie
Katrine Greis-Rosenthal poursuit ses études, de 2008 à 2012, à l'École nationale de théâtre et de danse contemporaine du Danemark (Statens Teaterskole) avec, entre autres, Danica Curcic et Mikkel Boe Følsgaard.
Au théâtre, elle a participé à la production de Christoffer Berdal, Jeppe på Bjerget, au Théâtre royal avec Henning Jensen dans le rôle titre.
Katrine Greis-Rosenthal s'est mariée le 4 août 2012 avec l'acteur Martin Greis-Rosenthal avec qui elle a deux enfants, Esther Liv et August Levy. Le couple a joué dans le film de Thomas Vinterberg Kursk.

## Théâtre
| Année | Pièce                 | Théâtre                                                                            | Rôle |
| ----- | --------------------- | ---------------------------------------------------------------------------------- | ---- |
| 2010  | Jeppe på Bjerget (en) | Théâtre royal                                                                      |      |
| 2010  | Melampe               | Grønnegårds Teatret (spectacle invité de l'École nationale de théâtre du Danemark) |      |
| 2010  | Métamorphoses d'Ovide | École nationale de théâtre du Danemark (Statens Teaterskole)                       |      |
| 2011  | Sans                  | Théâtre royal                                                                      |      |
| 2017  | De danser alene       | Mammutteatret (da)                                                                 |      |

## Filmographie partielle

### Au cinéma
| Année | Titre                                       | Rôle                             | Remarques |
| ----- | ------------------------------------------- | -------------------------------- | --------- |
| 2014  | Les Enquêtes du département V : Profanation | Tine                             |           |
| 2018  | Un homme chanceux                           | La fille du riche Jakobe Salomon |           |
| 2018  | Kursk                                       |                                  |           |

### À la télévision
- 2015 : Bron/Broen (The Bridge) (série télévisée) : Alice Sabroe (Saison 3)

## Récompenses et distinctions
- Ove Sprogøe Prisen 2018[1]